# Prai Bakul (Wanokaka)
Prai Bakul is een bestuurslaag in het regentschap West-Soemba van de provincie Oost-Nusa Tenggara, Indonesië. Prai Bakul telt 1188 inwoners (volkstelling 2010).